# Apsectus dichromus
Apsectus dichromus is een keversoort uit de familie spektorren (Dermestidae). De wetenschappelijke naam van de soort werd in 1959 gepubliceerd door Beal.